# Illutsiaq
Illutsiaq [iˈɬːut͡ːsiɑq] (nach alter Rechtschreibung Igdlutsiaĸ) ist eine wüst gefallene grönländische Siedlung im Distrikt Ilulissat in der Avannaata Kommunia.

## Lage
Illutsiaq liegt in einer Bucht, die heute offiziell Illuttaat heißt, an der Westküste der Insel Alluttoq. 8 km nördlich lag früher die Kolonie Ritenbenk in Appat. Die nächsten heute noch bewohnten Orte sind in etwa gleichem Abstand Saqqaq und Qeqertaq im Norden und Oqaatsut im Süden.

## Geschichte
In Illutsiaq wurde 1783 eine Anlage gegründet. Es wurden ein Stockwerksgebäude und ein Speckhaus als Torfmauerhaus errichtet. Letzteres wurde 1788 durch ein Fachwerkgebäude ersetzt. Anfangs lebten im Ort ein Assistent und fünf Matrosen, während es 1789 ein Assistent, ein Speckschneider, ein Böttcher, ein Zimmermann, ein Koch und vier Matrosen waren. 1793 hatte Illutsiaq 34 grönländische Einwohner, von denen zwei noch ungetauft waren. Die Lage war sehr ungünstig, da das Wasser in der Bucht in regelmäßigen Abständen bei Sturm Boote mitriss. Der Walfang war ebenfalls erfolglos, da nur null bis drei Wale pro Jahr gefangen wurden und die Bevölkerung konnte sich auch nicht durch Robbenfang ernähren, weswegen sie von den dänischen Kolonisten versorgt werden mussten. 1796 waren alle Grönländer verzogen. Nach 1798 wurde der Walfang aufgegeben. Das Stockwerksgebäude wurde 1804 abgerissen und nach Qeqertarsuaq versetzt.

## Liste der Kolonialangestellten
Folgende Personen waren als Anlagenverwalter in Illutsiaq tätig.
- 1783–1786: Carl Johansen Dorf
- 1786–0000: Jens Nicolai Bidstrup
- 1786–0000: Carl Johansen Dorf
- 1786–1787: Marcus Nissen Myhlenphort
- 1787–0000: Jens Nicolai Bidstrup
- 1787–1789: Andreas Lauridsen Nørregaard
- 1789–1790: Niels Larsen Lunde
- 1790–1791: Johan Buschmann
- 1791–1794: Jeppe Andreas Scheen
- 1796–1798: Magnus Bernhard Zeeb
- 1798–1800: Carl Johansen Dorf